# Osterfeld (Saxe-Anhalt)
Osterfeld est une ville allemande de l'arrondissement du Burgenland, Land de Saxe-Anhalt.

## Géographie
La commune comprend les quartiers de Goldschau, Haardorf, Kaynsberg, Kleinhelmsdorf, Lissen, Osterfeld, Roda, Waldau et Weickelsdorf.
|            | Stößen    | Meineweh    |
| Mertendorf | Osterfeld | Droyßig     |
| Schkölen   | Heideland | Walpernhain |

## Histoire
Au VIe siècle, sur le site du château-fort, les Slaves bâtissent un castro. Au XIe siècle et XIIe siècle, il est largement agrandi. Le bergfried et les murs d'enceinte sont préservés.
Osterfeld est mentionné pour la première fois en 1198 sous le nom de "Ostervelt" dans un document de Thierry Ier l'Exilé pour l'abbaye de Lausnitz.
En 1565, l'empereur Maximilien II de Habsbourg accorde le statut de ville à Osterfeld et le droit de tenir une foire deux fois par an.
En janvier 2010, les communes de Goldschau, Heidegrund et Waldau fusionnent avec Osterfeld.

## Personnalités liées à la commune
- Christian Schumann (1681-1744), pasteur et poète.
- Gottlieb Wilhelm Gerlach (1786-1864), philosophe.
- Emil Büchner (1826-1908), compositeur et chef d'orchestre.
- Curt Oertel (1890-1960), directeur de la photographie, réalisateur et producteur de cinéma.
- Paul Schreck (1892-1948), homme politique communiste.
- Joachim Wünning (1898-1944), homme politique nazi et officier de marine.
- Alfred Pape (1903-après 1948), homme politique nazi.
- Günther Prien (1908-1941), officier de marine.

## Source, notes et références
- (de) Cet article est partiellement ou en totalité issu de l’article de Wikipédia en allemand intitulé « Osterfeld (Sachsen-Anhalt) » (voir la liste des auteurs).